# Alexander Ursenbacher
Alexander Ursenbacher (ur. 26 kwietnia 1996 w Rheinfelden) – szwajcarski zawodowy snookerzysta pochodzący z Rheinfelden. Jest pierwszym szwajcarskim snookerzystą, który grał zawodowo.

## Kariera
Ursenbacher zaczął grać w snookera w 2008 roku. Zdobył wiele tytułów juniorskich w rodzinnej Szwajcarii, a także dwukrotnie zdobył mistrzostwo kraju. W dużej mierze zawdzięcza to pobytom w akademiach snookera w Sheffield i Gloucester oraz indywidualnemu treningowi prowadzonemu przez byłego półfinalistę mistrzostw świata Iana McCullocha.
Został profesjonalistą po awansie poprzez Q School w 2013 roku. Po wczesnej porażce w turnieju pierwszym, grał znakomicie w turnieju drugim, przegrywając tylko jedną partię w czterech meczach i zdobywając najlepszego breaka wynoszącego 140. Pokonał dziewięciokrotną mistrzynię świata kobiet Reanne Evans 4–1, a następnie w rundzie finałowej doświadczonego byłego zawodowca Paula Wykesa 4–0.
Ursenbacher miał trudny początek swojego debiutanckiego sezonu jako zawodowiec, przegrywając pierwsze siedem meczów. Jego pierwsze zwycięstwo miało miejsce w listopadzie w turnieju Kay Suzanne Memorial Cup, w którym pokonał byłego mistrza świata Kena Doherty’ego, a był bliski pokonania w kolejnej rundzie mistrza świata Petera Ebdona, ostatecznie przegrywając 3–4. Nie udało mu się wygrać żadnego meczu aż do kończących sezon Mistrzostw Świata, gdzie odrobił stratę 2–6 i wygrał 10–7 z Davidem Morrisem. W kolejnej rundzie przegrał z Thepchaiyą Un-Noohem 5–10.

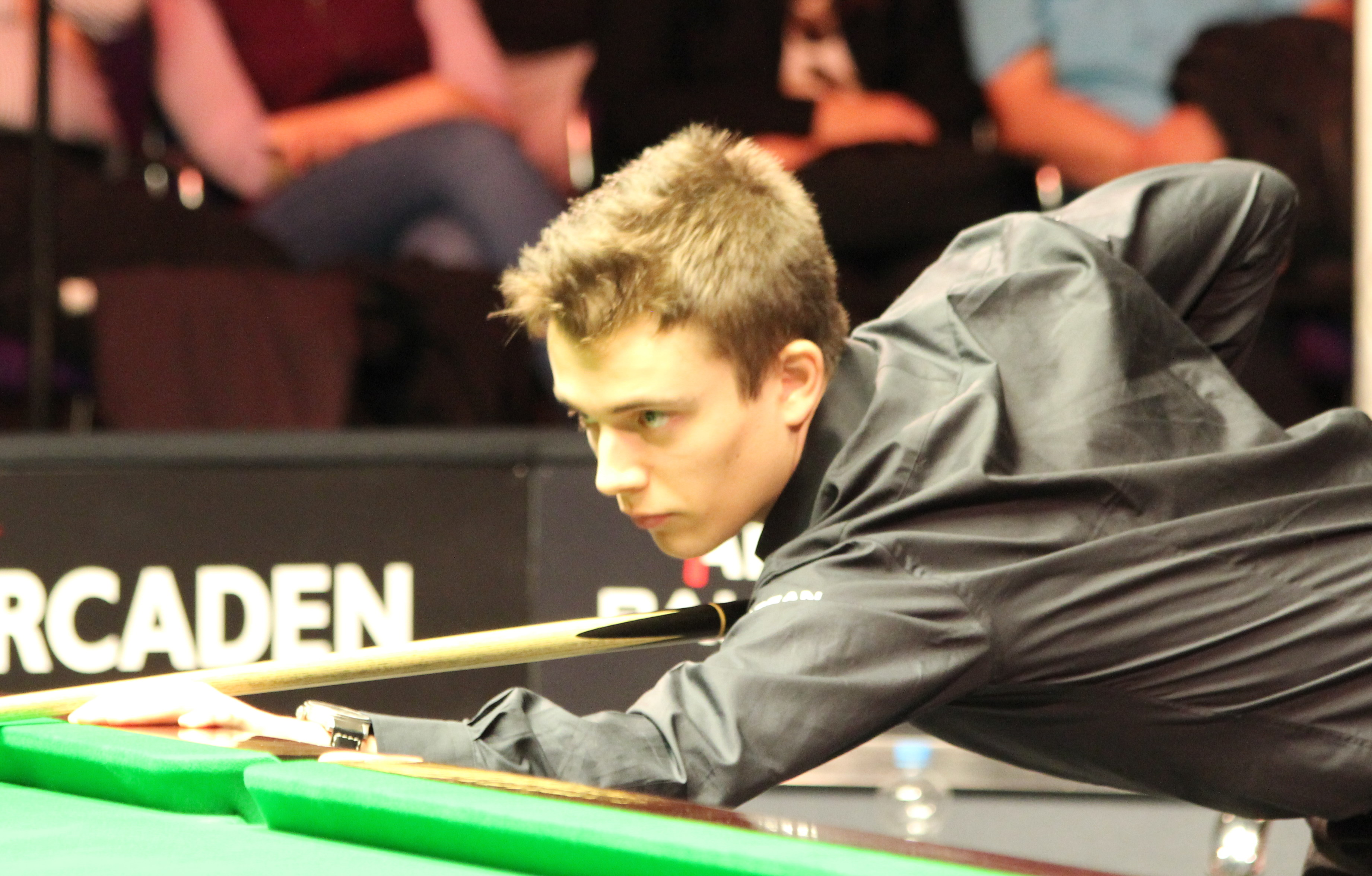
Alexander Ursenbacher w trakcie turnieju Paul Hunter Classic 2014

Ursenbacher zakwalifikował się do pierwszego turnieju rankingowego sezonu 2014/2015, Wuxi Classic 2014, pokonując Kyrena Wilsona 5–4, ale musiał wycofać się z turnieju, gdyż nie mógł wjechać do Chin ze względu na problemy z wizą. W pierwszej rundzie kwalifikacji do Australian Goldfields Open pokonał Martina O’Donnella 5–4, po czym przegrał 2–5 z Lü Haotianem, a następnie przegrał 14 kolejnych meczów, przez co spadł z ligi jako 119. zawodnik na świecie. Ursenbacher wygrał pięć gier w pierwszym turnieju Q School 2015 i dotarł do rundy finałowej, w której przegrał 1–4 z Danielem Wellsem. W drugim turnieju został wyeliminowany w 1/16 finału przez Joe Robertsa.
Spośród trzech turniejów European Tour, w których Ursenbacher wziął udział w sezonie 2015/2016, dotarł do pierwszej rundy Ruhr Open, gdzie przegrał 3–4 z Rodem Lawlerem. Odpadł już w pierwszej rundzie pierwszego turnieju Q School w 2016, ale w drugim turnieju wygrał pięć meczów i był o krok od powrotu do profesjonalnej ligi. Ursenbacher przegrał 2–4 z Alexem Borgiem.
W marcu 2017 roku wygrał Mistrzostwa Europy EBSA U-21 w Snookerze w Nikozji i dzięki temu zakwalifikował się do Main Tour. Dzięki temu zwycięstwu Ursenbacher otrzymał zaproszenie do rundy kwalifikacyjnej do mistrzostw świata gdzie pokonał Roberta Milkinsa 10–6 i Scotta Donaldsona 10–9, docierając do rundy finałowej (był jedynym amatorem obecnym na tym etapie), w której przegrał z Yanem Bingtao 4–10.
Ursenbacher osiągnął swój najlepszy dotychczasowy wynik, docierając do półfinału English Open 2017, pokonując po drodze byłego mistrza świata Shauna Murphy’ego. Przegrał jednak 3–6 z Kyrenem Wilsonem. Później jednak forma Ursenbachera spadła i do końca sezonu nie udało mu się wygrać ani jednego meczu, poza nierankingowym turniejem Shoot Out. Kolejny sezon nie przyniósł żadnej poprawy, choć Ursenbacher sprawił niespodziankę podczas Welsh Open 2019, nokautując faworyta turnieju Ronniego O’Sullivana w trzeciej rundzie. W kolejnym meczu przegrał z Zhao Xintongiem. Po przegranej w meczu pierwszej rundy kwalifikacyjnej do Mistrzostw Świata z Jordanem Brownem 4–10, Ursenbacher znalazł się na 69. miejscu w klasyfikacji na koniec sezonu, co potwierdziło jego spadek z ligi.
Ursenbacher wygrał sześć meczów w trzecim turnieju Q School 2019, co pozwoliło mu zdobyć kolejną dwuletnią kartę w World Snooker Tour na sezony 2019/2020 i 2020/2021.
W lipcu 2020 roku został pierwszym szwajcarskim graczem, który zakwalifikował się do głównej rundy Mistrzostw Świata. Ursenbacher uległ w pierwszej rundzie rozstawionemu z numerem 15 Barry’emu Hawkinsowi 2–10.

## Występy w turniejach w karierze
| Ranking                    |               | 120           |               | [ i ]         | [ ii ]        | 69            |               | 66            | 45            | 62            | [ iii ]       | 85            | 96            |               |               |               |               |               |               |               |               |               |               |               |               |               |               |               |
| Turnieje rankingowe        |               |               |               |               |               |               |               |               |               |               |               |               |               |               |               |               |               |               |               |               |               |               |               |               |               |               |               |               |
| Championship League        | nierankingowy | nierankingowy | nierankingowy | nierankingowy | nierankingowy | nierankingowy | nierankingowy | 2R            | 2R            | RR            | RR            | 2R            | RR            |               |               |               |               |               |               |               |               |               |               |               |               |               |               |               |
| Xi'an Grand Prix           | nie rozegrano | nie rozegrano | nie rozegrano | nie rozegrano | nie rozegrano | nie rozegrano | nie rozegrano | nie rozegrano | nie rozegrano | nie rozegrano | nie rozegrano | LQ            |               |               |               |               |               |               |               |               |               |               |               |               |               |               |               |               |
| Saudi Arabia Masters       | nie rozegrano | nie rozegrano | nie rozegrano | nie rozegrano | nie rozegrano | nie rozegrano | nie rozegrano | nie rozegrano | nie rozegrano | nie rozegrano | nie rozegrano | 2R            |               |               |               |               |               |               |               |               |               |               |               |               |               |               |               |               |
| English Open               | nie rozegrano | nie rozegrano | nie rozegrano | A             | SF            | 2R            | 1R            | 3R            | 1R            | LQ            | LQ            | LQ            |               |               |               |               |               |               |               |               |               |               |               |               |               |               |               |               |
| British Open               | nie rozegrano | nie rozegrano | nie rozegrano | nie rozegrano | nie rozegrano | nie rozegrano | nie rozegrano | nie rozegrano | 1R            | 1R            | LQ            | LQ            | LQ            |               |               |               |               |               |               |               |               |               |               |               |               |               |               |               |
| Wuhan Open                 | nie rozegrano | nie rozegrano | nie rozegrano | nie rozegrano | nie rozegrano | nie rozegrano | nie rozegrano | nie rozegrano | nie rozegrano | nie rozegrano | LQ            | LQ            | LQ            |               |               |               |               |               |               |               |               |               |               |               |               |               |               |               |
| Northern Ireland Open      | nie rozegrano | nie rozegrano | nie rozegrano | A             | 1R            | 2R            | QF            | 2R            | LQ            | 1R            | LQ            | 1R            |               |               |               |               |               |               |               |               |               |               |               |               |               |               |               |               |
| International Championship | LQ            | LQ            | A             | A             | LQ            | LQ            | LQ            | nie rozegrano | nie rozegrano | nie rozegrano | LQ            | LQ            |               |               |               |               |               |               |               |               |               |               |               |               |               |               |               |               |
| UK Championship            | 1R            | 1R            | A             | A             | 1R            | 1R            | 1R            | 3R            | 2R            | LQ            | LQ            | LQ            |               |               |               |               |               |               |               |               |               |               |               |               |               |               |               |               |
| Shoot Out                  | nierankingowy | nierankingowy | nierankingowy | A             | 2R            | 1R            | 2R            | 3R            | A             | 3R            | 3R            | 1R            |               |               |               |               |               |               |               |               |               |               |               |               |               |               |               |               |
| Scottish Open              | nie rozegrano | nie rozegrano | nie rozegrano | A             | 1R            | 1R            | 2R            | 1R            | LQ            | LQ            | 1R            | 1R            |               |               |               |               |               |               |               |               |               |               |               |               |               |               |               |               |
| German Masters             | LQ            | LQ            | A             | A             | LQ            | LQ            | 1R            | LQ            | LQ            | LQ            | 1R            |               |               |               |               |               |               |               |               |               |               |               |               |               |               |               |               |               |
| Welsh Open                 | 1R            | 1R            | A             | A             | 1R            | 4R            | 2R            | 3R            | LQ            | LQ            | LQ            |               |               |               |               |               |               |               |               |               |               |               |               |               |               |               |               |               |
| World Open                 | LQ            | nie rozegrano | nie rozegrano | A             | 1R            | 1R            | LQ            | nie rozegrano | nie rozegrano | nie rozegrano | LQ            |               |               |               |               |               |               |               |               |               |               |               |               |               |               |               |               |               |
| World Grand Prix           | NH            | NR            | DNQ           | DNQ           | DNQ           | DNQ           | DNQ           | DNQ           | DNQ           | DNQ           | DNQ           | DNQ           |               |               |               |               |               |               |               |               |               |               |               |               |               |               |               |               |
| Players Championship       | DNQ           | DNQ           | DNQ           | DNQ           | DNQ           | DNQ           | DNQ           | DNQ           | DNQ           | DNQ           | DNQ           | DNQ           |               |               |               |               |               |               |               |               |               |               |               |               |               |               |               |               |
| Tour Championship          | nie rozegrano | nie rozegrano | nie rozegrano | nie rozegrano | nie rozegrano | DNQ           | DNQ           | DNQ           | DNQ           | DNQ           | DNQ           | DNQ           |               |               |               |               |               |               |               |               |               |               |               |               |               |               |               |               |
| World Championship         | LQ            | LQ            | A             | LQ            | LQ            | LQ            | 1R            | LQ            | LQ            | LQ            | LQ            |               |               |               |               |               |               |               |               |               |               |               |               |               |               |               |               |               |
| Dawne turnieje rankingowe  |               |               |               |               |               |               |               |               |               |               |               |               |               |               |               |               |               |               |               |               |               |               |               |               |               |               |               |               |
| Australian Goldfields Open | A             | LQ            | A             | nie rozegrano | nie rozegrano | nie rozegrano | nie rozegrano | nie rozegrano | nie rozegrano | nie rozegrano | nie rozegrano | nie rozegrano | nie rozegrano | nie rozegrano | nie rozegrano | nie rozegrano | nie rozegrano | nie rozegrano | nie rozegrano | nie rozegrano | nie rozegrano | nie rozegrano | nie rozegrano |               |               |               |               |               |
| Shanghai Masters           | A             | LQ            | A             | A             | LQ            | Non-Ranking   | Non-Ranking   | nie rozegrano | nie rozegrano | nie rozegrano | Non-Ranking   | Non-Ranking   |               |               |               |               |               |               |               |               |               |               |               |               |               |               |               |               |
| Paul Hunter Classic        | Minor-Ranking | Minor-Ranking | Minor-Ranking | A             | 2R            | 2R            | NR            | nie rozegrano | nie rozegrano | nie rozegrano | nie rozegrano | nie rozegrano | nie rozegrano | nie rozegrano | nie rozegrano | nie rozegrano | nie rozegrano | nie rozegrano | nie rozegrano | nie rozegrano | nie rozegrano | nie rozegrano | nie rozegrano | nie rozegrano | nie rozegrano | nie rozegrano | nie rozegrano |               |
| Indian Open                | LQ            | LQ            | NH            | A             | 2R            | WD            | nie rozegrano | nie rozegrano | nie rozegrano | nie rozegrano | nie rozegrano | nie rozegrano | nie rozegrano | nie rozegrano | nie rozegrano | nie rozegrano | nie rozegrano | nie rozegrano | nie rozegrano | nie rozegrano | nie rozegrano | nie rozegrano | nie rozegrano | nie rozegrano | nie rozegrano | nie rozegrano |               |               |
| China Open                 | LQ            | LQ            | A             | A             | LQ            | 1R            | nie rozegrano | nie rozegrano | nie rozegrano | nie rozegrano | nie rozegrano | nie rozegrano | nie rozegrano | nie rozegrano | nie rozegrano | nie rozegrano | nie rozegrano | nie rozegrano | nie rozegrano | nie rozegrano | nie rozegrano | nie rozegrano | nie rozegrano | nie rozegrano | nie rozegrano | nie rozegrano |               |               |
| Riga Masters               | NH            | Minor-Rank    | Minor-Rank    | A             | 2R            | LQ            | 1R            | nie rozegrano | nie rozegrano | nie rozegrano | nie rozegrano | nie rozegrano | nie rozegrano | nie rozegrano | nie rozegrano | nie rozegrano | nie rozegrano | nie rozegrano | nie rozegrano | nie rozegrano | nie rozegrano | nie rozegrano | nie rozegrano | nie rozegrano | nie rozegrano | nie rozegrano | nie rozegrano |               |
| China Championship         | nie rozegrano | nie rozegrano | nie rozegrano | NR            | LQ            | 1R            | 1R            | nie rozegrano | nie rozegrano | nie rozegrano | nie rozegrano | nie rozegrano | nie rozegrano | nie rozegrano | nie rozegrano | nie rozegrano | nie rozegrano | nie rozegrano | nie rozegrano | nie rozegrano | nie rozegrano | nie rozegrano | nie rozegrano | nie rozegrano | nie rozegrano | nie rozegrano | nie rozegrano |               |
| WST Pro Series             | nie rozegrano | nie rozegrano | nie rozegrano | nie rozegrano | nie rozegrano | nie rozegrano | nie rozegrano | RR            | nie rozegrano | nie rozegrano | nie rozegrano | nie rozegrano | nie rozegrano | nie rozegrano | nie rozegrano | nie rozegrano | nie rozegrano | nie rozegrano | nie rozegrano | nie rozegrano | nie rozegrano | nie rozegrano | nie rozegrano | nie rozegrano | nie rozegrano | nie rozegrano | nie rozegrano | nie rozegrano |
| Turkish Masters            | nie rozegrano | nie rozegrano | nie rozegrano | nie rozegrano | nie rozegrano | nie rozegrano | nie rozegrano | nie rozegrano | 1R            | nie rozegrano | nie rozegrano | nie rozegrano |               |               |               |               |               |               |               |               |               |               |               |               |               |               |               |               |
| Gibraltar Open             | nie rozegrano | nie rozegrano | MR            | A             | A             | A             | A             | 4R            | WD            | nie rozegrano | nie rozegrano | nie rozegrano |               |               |               |               |               |               |               |               |               |               |               |               |               |               |               |               |
| WST Classic                | nie rozegrano | nie rozegrano | nie rozegrano | nie rozegrano | nie rozegrano | nie rozegrano | nie rozegrano | nie rozegrano | nie rozegrano | 1R            | nie rozegrano | nie rozegrano |               |               |               |               |               |               |               |               |               |               |               |               |               |               |               |               |
| European Masters           | nie rozegrano | nie rozegrano | nie rozegrano | A             | 1R            | 1R            | LQ            | 1R            | LQ            | LQ            | LQ            | NH            |               |               |               |               |               |               |               |               |               |               |               |               |               |               |               |               |
| Turnieje nierankingowe     |               |               |               |               |               |               |               |               |               |               |               |               |               |               |               |               |               |               |               |               |               |               |               |               |               |               |               |               |
| Six-red World Championship | A             | A             | A             | A             | A             | A             | A             | nie rozegrano | nie rozegrano | LQ            | nie rozegrano | nie rozegrano |               |               |               |               |               |               |               |               |               |               |               |               |               |               |               |               |

| Legenda tabeli wyników              | Legenda tabeli wyników       | Legenda tabeli wyników                     | Legenda tabeli wyników                                                              | Legenda tabeli wyników                     | Legenda tabeli wyników                     |
| ----------------------------------- | ---------------------------- | ------------------------------------------ | ----------------------------------------------------------------------------------- | ------------------------------------------ | ------------------------------------------ |
| LQ                                  | odpadnięcie w kwalifikacjach | #R                                         | odpadnięcie we wczesnej fazie turnieju (WR = runda dzikich kart, RR = faza grupowa) | QF                                         | przegrana w ćwierćfinale                   |
| SF                                  | przegrana w półfinale        | F                                          | przegrana w finale                                                                  | W                                          | zwycięstwo                                 |
| DNQ                                 | nie zakwalifikował/a się     | A                                          | nie brał/a udziału                                                                  | WD                                         | zrezygnował/a w trakcie turnieju           |
| Legenda oznaczeń w tabelach wyników |                              |                                            |                                                                                     |                                            |                                            |
| NH / Nie roz.                       | NH / Nie roz.                | Turniej nie odbył się.                     | Turniej nie odbył się.                                                              | Turniej nie odbył się.                     | Turniej nie odbył się.                     |
| NR / Nie-rank.                      | NR / Nie-rank.               | Turniej nie był zaliczany jako rankingowy. | Turniej nie był zaliczany jako rankingowy.                                          | Turniej nie był zaliczany jako rankingowy. | Turniej nie był zaliczany jako rankingowy. |
| R / Rank.                           | R / Rank.                    | Turniej był zaliczany jako rankingowy.     | Turniej był zaliczany jako rankingowy.                                              | Turniej był zaliczany jako rankingowy.     | Turniej był zaliczany jako rankingowy.     |
| MR / Minor-Rank.                    | MR / Minor-Rank.             | Turniej był zaliczany jako minor ranking.  | Turniej był zaliczany jako minor ranking.                                           | Turniej był zaliczany jako minor ranking.  | Turniej był zaliczany jako minor ranking.  |

1. ↑  Był amatorem.
2. ↑  Nowi zawodnicy w Tourze nie mają rankingu.
3. ↑  Zawodnicy awansujący przez Q School nie mają rankingu.

## Finały w karierze

### Finały Pro-am: 6 (4-2)
| Rezultat  |    | Rok  | Turniej              | Przeciwnik       | Wynik |
| --------- | -- | ---- | -------------------- | ---------------- | ----- |
| Zwycięzca | 1. | 2017 | 3 Kings Open         | Bjorn Haneveer   | 5–1   |
| Finalista | 1. | 2017 | Italian Snooker Open | Martin O’Donnell | 2–3   |
| Zwycięzca | 2. | 2019 | Italian Snooker Open | Rob James        | 3–0   |
| Finalista | 2. | 2020 | 3 Kings Open         | Luca Brecel      | 2–5   |
| Zwycięzca | 3. | 2024 | 3 Kings Open (2)     | Luca Kaufmann    | 3–0   |
| Zwycięzca | 4. | 2024 | Vienna Snooker Open  | Craig Steadman   | 5–4   |

### Finały amatorskie: 4 (3-1)
| Rezultat  |    | Rok  | Turniej                    | Przeciwnik     | Wynik |
| --------- | -- | ---- | -------------------------- | -------------- | ----- |
| Zwycięzca | 1. | 2012 | Mistrzostwa Szwajcarii     | Murat Ayas     | 5–1   |
| Zwycięzca | 2. | 2013 | Mistrzostwa Szwajcarii (2) | Tom Zimmermann | 5–2   |
| Finalista | 1. | 2016 | Mistrzostwa świata U-21    | Xu Si          | 5–6   |
| Zwycięzca | 3. | 2017 | Mistrzostwa Europy U-21    | Jackson Page   | 6–4   |

## Życie prywatne
Ursenbacher jest synem Portugalki pochodzącej z wyspy Madera, mieszkającym w Szwajcarii.